# Fjädervikt i boxning vid olympiska sommarspelen 1988
Resultat från boxning vid olympiska sommarspelen 1988 och herrarnas fjädervikt. Boxarna vägde under 57 kg. Tävlingarna arrangerades i Chamshil Students' Gymnasium i Seoul.

## Medaljörer
| Klass      | Guld                      | Silver                       | Brons                    |
| Fjädervikt | Giovanni Parisi · Italien | Daniel Dumitrescu · Rumänien | Abdelhak Achik · Marocko |
| Fjädervikt | Giovanni Parisi · Italien | Daniel Dumitrescu · Rumänien | Lee Jae-Hyuk · Sydkorea  |

## Resultat

### Första rundan
| Vinnare                   | Resultat      | Förlorare                    |
| Första rundan             | Första rundan | Första rundan                |
| ------------------------- | ------------- | ---------------------------- |
| Wataru Yamada (JPN)       | RSC-1         | Bakary Fofana (CIV)          |
| Daniel Dumitrescu (ROU)   | 5-0           | Anthony Konyegwachie (NGR)   |
| Esteban Flores (PUR)      | 4-1           | Patrick Mwamba (ZAM)         |
| Wangchai Pongsri (THA)    | RSC-1         | Ali Mohamed Jafer (YEM)      |
| John Wanjau (KEN)         | 3-2           | László Szõke (HUN)           |
| Regilio Tuur (NED)        | KO-1          | Kelcie Banks (USA)           |
| David Anderson (GBR)      | 4-1           | Domingo Damigella (ARG)      |
| Patrick Fitzgerald (IRL)  | 4-1           | Emilio Villegas (DOM)        |
| Ulaipalota Tautauma (SAM) | 5-0           | Evance Malenga (MAW)         |
| Tomasz Nowak (POL)        | 5-0           | Djingarey Mamodou (NIG)      |
| Eugene Seymour (BAH)      | 5-0           | Orlando Dollente (PHI)       |
| Jarmo Eskelinen (FIN)     | 5-0           | Serigne Fall (GUI)           |
| Jamie Pagendam (CAN)      | RSC-2         | Cerendorjin Amarjargal (MGL) |
| Kirkor Kirkorov (BUL)     | 5-0           | Diego Drumm (GDR)            |
| Darren Hiles (AUS)        | 5-0           | Ali Celikiz (TUR)            |
| Lee Jae-Hyuk (KOR)        | 5-0           | Miguel Ángel González (MEX)  |

### Andra rundan
| Vinnare                 | Resultat     | Förlorare                 |
| Andra rundan            | Andra rundan | Andra rundan              |
| ----------------------- | ------------ | ------------------------- |
| Abdelhak Achik (MAR)    | 4-1          | Francisco Avelar (ESA)    |
| Omar Catari (VEN)       | KO-1         | Moussa Kagambega (BUR)    |
| Liu Dong (CHN)          | 3-2          | John Francis (IND)        |
| Serge Bouemba (GAB)     | 4-1          | Ilham Lahia (INA)         |
| Michail Kazarjan (URS)  | 5-0          | Ljubiša Simić (YUG)       |
| Giovanni Parisi (ITA)   | 5-0          | Lu Chih Hsiung (TPE)      |
| Jacov Shmuel (ISR)      | RSC-1        | John Mirona (SUD)         |
| Ricardo Pittman (COK)   | 4-1          | Dumsane Mabuza (USA)      |
| Daniel Dumitrescu (ROU) | 5-0          | Wataru Yamada (JPN)       |
| Wangchai Pongsri (THA)  | 5-0          | Esteban Flores (PUR)      |
| Regilio Tuur (NED)      | 4-1          | John Wanjau (KEN)         |
| David Anderson (GBR)    | 5-0          | Patrick Fitzgerald (IRL)  |
| Tomasz Nowak (POL)      | WO           | Ulaipalota Tautauma (SAM) |
| Eugene Seymour (BAH)    | WO           | Jarmo Eskelinen (FIN)     |
| Kirkor Kirkorov (BUL)   | WO           | Jamie Pagendam (CAN)      |
| Lee Jae-Hyuk (KOR)      | 3-2          | Darren Hiles (AUS)        |

### Tredje rundan
| Vinnare                 | Resultat      | Förlorare              |
| Tredje rundan           | Tredje rundan | Tredje rundan          |
| ----------------------- | ------------- | ---------------------- |
| Abdelhak Achik (MAR)    | KO-1          | Omar Catari (VEN)      |
| Liu Dong (CHN)          | 5-0           | Serge Bouemba (GAB)    |
| Giovanni Parisi (ITA)   | RSC-2         | Michail Kazarjan (URS) |
| Jacov Shmuel (ISR)      | 5-0           | Ricardo Pittman (COK)  |
| Daniel Dumitrescu (ROU) | 3-2           | Wangchai Pongsri (THA) |
| Regilio Tuur (NED)      | RSC-2         | David Anderson (GBR)   |
| Tomasz Nowak (POL)      | 5-0           | Eugene Seymour (BAH)   |
| Lee Jae-Hyuk (KOR)      | 5-0           | Kirkor Kirkorov (BUL)  |

### Kvartsfinaler
| Vinnare                 | Resultat      | Förlorare          |
| Kvartsfinaler           | Kvartsfinaler | Kvartsfinaler      |
| ----------------------- | ------------- | ------------------ |
| Abdelhak Achik (MAR)    | KO-1          | Liu Dong (CHN)     |
| Giovanni Parisi (ITA)   | 5-0           | Jacov Shmuel (ISR) |
| Daniel Dumitrescu (ROU) | 5-0           | Regilio Tuur (NED) |
| Lee Jae-Hyuk (KOR)      | 5-0           | Tomasz Nowak (POL) |

### Semifinaler
| Vinnare                 | Resultat    | Förlorare            |
| Semifinaler             | Semifinaler | Semifinaler          |
| ----------------------- | ----------- | -------------------- |
| Giovanni Parisi (ITA)   | RSC-1       | Abdelhak Achik (MAR) |
| Daniel Dumitrescu (ROU) | 5-0         | Lee Jae-Hyuk (KOR)   |

### Final
| Vinnare               | Resultat | Förlorare               |
| Final                 | Final    | Final                   |
| --------------------- | -------- | ----------------------- |
| Giovanni Parisi (ITA) | KO-1     | Daniel Dumitrescu (ROU) |